# Station Wilkołaz Wieś
Station Wilkołaz Wieś is een spoorwegstation in de Poolse plaats Wilkołaz.